# IJslands voetbalelftal (mannen)
Het IJslands voetbalelftal is een team van voetballers dat IJsland vertegenwoordigt in internationale wedstrijden en competities, zoals de voorrondes voor het wereldkampioenschap voetbal en het Europees kampioenschap voetbal mannen. IJsland speelt zijn thuisinterlands doorgaans in het Laugardalsvöllur te Reykjavik. Het land speelde in juli 1946 zijn eerste officiële interland. IJsland plaatste zich in september 2015 voor het eerst voor een eindtoernooi, het EK 2016. Kwalificatie voor IJslands eerste wereldkampioenschap volgde twee jaar later, het WK 2018.

## Geschiedenis

### Officieus en officieel debuut
IJsland, een van de kleinste landen in de UEFA-zone naar inwonertal, speelde in 1930 reeds zijn eerste officieuze interland, maar na de Tweede Wereldoorlog werd het nationaal elftal officieel en speelde het zijn eerste door de UEFA en de FIFA erkende wedstrijden. De vriendschappelijke interland tegen Denemarken op 17 juli 1946 was het debuut van het IJslands voetbalelftal en werd met 0–3 verloren. IJsland begon relatief laat met het opzetten van het nationaal elftal – dat bleek ook uit het gegeven dat de wedstrijd voor IJsland weliswaar zijn eerste was, maar Denemarken zijn 137ste interland speelde. In de eerste jaren speelde het land weinig wedstrijden; de wedstrijden die gespeeld werden, waren uitsluitend op vriendschappelijke basis en voornamelijk tegen de Scandinavische landen, Noorwegen, Zweden, Finland en Denemarken. Het Voetbalelftal van de Verenigde Staten was in 1955 de eerste tegenstander buiten Scandinavië in een officiële interland. In tien jaar tijd speelde IJsland vijftien interlands. De eerste competitieve wedstrijd speelde het op 2 juni 1957 in het kwalificatietoernooi voor het wereldkampioenschap voetbal 1958. Frankrijk won met 8–0, IJsland verloor alle wedstrijden in zijn poule. IJsland nam niet deel aan de daaropvolgende drie kwalificatietoernooien voor het wereldkampioenschap voetbal. Wel participeerde het in het kwalificatietoernooi voor het Europees kampioenschap voetbal 1964, maar Ierland schakelde IJsland in de eerste ronde ronde uit. IJsland nam ruim tien jaar later weer deel aan de kwalificatiecampagnes; in de tussenliggende periode speelde het nationaal elftal uitsluitend oefeninterlands en kwam het jaarlijks tussen de twee en vijfmaal in actie. In 1967 leed het IJslands elftal de grootste nederlaag uit haar geschiedenis, 14-2 tegen Denemarken.

### 1972-2000: af en toe een uitschieter
Vanaf 1972 nam IJsland weer mee aan kwalificatie-toernooien, voor het WK van 1974 verloor het alle wedstrijden. Voor kwalificatie van het EK in 1976 eindigde IJsland ook op de laatste plaats, maar het zorgde voor uitschakeling van Oost-Duitsland door drie punten van de latere Olympische kampioen te pakken, Oost-Duitsland kwam één punt tekort ten opzichte van België om zich te plaatsen. Ook tegen Frankrijk werd er een punt gehaald: 0-0. Voor het WK van 1978 boekte het een overwinning op Noord-Ierland.
In de jaren 80 kende IJsland een stijgende lijn, een aantal spelers braken door in het buitenland, waarvan spelmaker Ásgeir Sigurvinsson van VfB Stuttgart de bekendste was. In het WK-kwalificatietoernooi voor het wereldkampioenschap voetbal 1982 eindigde het land voor het eerst niet op de laatste plaats in de kwalificatiegroep, nadat het de nummer laatst, Turkije, tweemaal versloeg. In dezelfde cyclus speelde het ook gelijk tegen Tsjecho-Slowakije en Wales. Hoewel IJsland zich niet kwalificeerde voor een eindtoernooi, behaalde het – in tegenstelling tot de voorgaande decennia – nu wel in elke editie meerdere punten. Voor EK 1984 speelde het gelijk tegen Nederland en voor WK 1986 won het van Wales. In de kwalificaties voor het EK 1988 eindigde het in puntental gelijk met Frankrijk, na tweemaal winst op Noorwegen en twee maal een gelijkspel tegen Frankrijk en de Sovjet-Unie.
De prestaties in de kwalificatietoernooien bleven in de rest van de twintigste eeuw onveranderd en dicht bij een eindtoernooi kwam IJsland niet. Wel zorgde het geregeld voor een verrassing. Spanje werd in september 1991 in een EK-kwalificatiewedstrijd met 2–0 verslagen, het Hongaars voetbalelftal verloor voor het WK in 1994 tweemaal. De resultaten voor de laatste kwalificatie-toernooien in de jaren negentig vielen tegen: voor het EK in 1996 eindigde men op de laatste plaats en voor het WK van 1998 won het alleen van Liechtenstein. Voor euro 2000 deed tot na acht wedstrijden knap mee tegen gerenommeerde tegenstanders als Rusland, Oekraïne en wereldkampioen Frankrijk, het had evenveel punten als Rusland en Frankrijk en één punt achterstand op Oekraïne. Opvallende prestaties waren een 1-1 tegen Frankrijk, een 1-0 zege op Rusland en 1-1 gelijkspel in Kiew. In de laatste twee wedstrijden ging het mis, IJsland verloor thuis met 0-1 van Oekraïne en met 3-2 van Frankrijk. De ploeg kwam nog terug van een 2-0 achterstand, maar moest in de 71e minuut een doelpunt van David Trezeguet incasseren.

### 2000-2014: teruglopende prestaties
Een soort gelijk scenario speelde zich af voor kwalificatie voor het WK 2002, in de zevende speeldag won IJsland met 3-1 van Tsjechië en de ploeg was weer kansrijk voor een tweede plaats. In de laatste twee rondes leden de IJslanders twee kansloze nederlagen tegen Noord-Ierland (3-0) en Denemarken (6-0) en het eindigde op de vierde plaats.
Onder bondscoach Ásgeir Sigurvinsson (2003–2005) was IJsland dicht bij kwalificatie voor het Europees kampioenschap voetbal 2004. Voor de laatste speeldag stond IJsland met twee punten voorsprong op Schotland op de tweede plaats in zijn groep. In de laatste wedstrijd van het kwalificatietoernooi werd IJsland door het Duits elftal verslagen, waarna Schotland met één punt meer zich boven IJsland kwalificeerde voor de play-offs.
In de periode tussen 2004 en 2012 kende het nationaal elftal een terugval: in de kwalificatietoernooien kwam het niet in de buurt van de prestatie in 2003 en elk jaar kende het meerdere grote nederlagen ( voor WK 2006 4–0 tegen Kroatië en 5-0 tegen Zweden, voor EK 2008 4–0 tegen Letland en 3–0 tegen Liechtenstein). Ook voor het WK 2010 en het EK 2012 waren de prestaties ondermaats: er werd alleen gewonnen van Macedonië en Cyprus.

### 2014 tot heden: eerste EK en WK
Ólafur Johannessen, de bondscoach van IJsland tussen 2007 en 2011, werd na 39 interlands onder zijn leiding in oktober 2011 ontslagen. Hij werd opgevolgd door de Zweed Lars Lagerbäck. IJsland begon de cyclus voor een WK-ticket in 2014 met een 2-0 zege op Noorwegen. De prestaties in de zes eerste wedstrijden waren wisselend, drie overwinningen en drie nederlagen, maar omdat alle ploegen achter het ongenaakbare Zwitserland wisselvallig presteerden, was de ploeg kansrijk voor de tweede plaats. In de uitwedstrijd tegen Zwitserland maakte het een 4–1 achterstand goed, 4–4 met drie doelpunten van de bij AZ spelende Jóhann Berg Guðmundsson. Na twee zeges stond IJsland op de tweede plaats met één punt voorsprong op Slovenië. IJsland speelde met 1–1 gelijk tegen Noorwegen, maar omdat Slovenië niet won, waren de play-offs bereikt – een unicum voor het IJslandse voetbal. Over twee duels werd in de play-offs verloren van Kroatië, dat zo een plaats bemachtigde op het hoofdtoernooi. Het speelde 0–0 in de thuiswedstrijd, maar in Stadion Maksimir in Zagreb werd met 2–0 verloren door treffers van Mario Mandžukić en Darijo Srna, ondanks het feit dat Kroatië meer dan een helft lang met tien man speelde na de rode kaart voor aanvaller Mandžukić in de 38ste minuut.
Kwalificatie voor het EK van 2016 werd kansrijk na een flitsende start, de eerste twee wedstrijden werden tegen Turkije thuis en Letland uit met 3–0 gewonnen, waarna in oktober 2015 de nummer drie van het laatste WK Nederland met 2–0 werd verslagen. De doelpunten werden gemaakt door de bij Swansea City spelende Gylfi Sigurðsson. IJsland nam na een zege op Tsjechië in juni 2015 de leiding in de kwalificatiegroep over van de Tsjechen. Door een overwinning in en tegen Nederland en een gelijkspel tegen Kazachstan kwalificeerde IJsland zich in september 2015 voor haar eerste interlandtoernooi. Op het Europees kampioenschap 2016 was de start goed, 1–1 tegen Portugal, Birkir Bjarnason maakte het eerste doelpunt van de IJslanders op een internationaal toernooi ooit. Tegen Hongarije verspilde het in de slotfase de overwinning (1-1), maar het scoorde tegen Oostenrijk wel vlak voor tijd de winnende treffer: 2–1. IJsland ontpopte zich als een sterk verdedigend team met een groot doorzettingsvermogen zonder grote sterren en het eiland stroomde leeg om de ploeg in Frankrijk aan te moedigen. In de achtste finale kwam IJsland tegen Engeland achter met 1–0, maar voor rust werd de achterstand omgebogen met twee treffers van Ragnar Sigurðsson en ex-AZ en Ajax-speler Kolbeinn Sigþórsson. IJsland maakte ook indruk door de overwinning met de fans te vieren met de Haka. In de kwartfinale tegen Frankrijk stond IJsland voor rust met 4–0 achter, uiteindelijk werd de uitslag 5–2. IJsland was een van de verrassingen van het toernooi en de spelers werden in eigen huis onthaald als helden..
Het volgende doel van IJsland was om zich voor de eerste keer te plaatsen voor een WK. IJsland bevestigde zijn reputatie als thuisspelende ploeg door wedstrijden tegen Turkije, Kroatië en Oekraïne te winnen, in uitwedstrijden tegen Kroatië en Finland werd verloren. Na acht wedstrijden stond IJsland in punten gelijk met Kroatië, met twee punten voorsprong op Turkije en Oekraïne. Op de voorlaatste speeldag won IJsland met 0–3 bij en van de Turken en door een gelijkspel van Kroatië tegen Finland had IJsland twee punten voorsprong. Een 2–0 overwinning op hekkensluiter Kosovo was vervolgens genoeg voor kwalificatie voor het WK 2018 in Rusland. Daar wist de ploeg zich niet te onderscheiden. IJsland wist Argentinië in de eerste wedstrijd op een gelijkspel (1–1) te houden, maar verloor in groep D vervolgens van Nigeria (0–2) en Kroatië (1–2), waardoor uitschakeling een feit was. Bondscoach Heimir Hallgrímsson zwaaide af na het toernooi en pakte zijn oude baan als tandarts weer op. Hij werd opgevolgd door Erik Hamrén, de Zweed die eerder zijn eigen vaderland onder zijn hoede had in de periode 2009–2016.
IJsland miste nipt de kwalificatie voor het daaropvolgende EK. In de kwalificatiepoule eindigde IJsland als derde (van de zes landen in de poule) achter Frankrijk en Turkije en verloor vervolgens de noodzakelijke play-off met 2-1 van Hongarije (nadat het kort voor tijd nog met 0-1 voorstond).
Hierna werd het nationale team drastisch verjongd en ondanks een talentvolle lichting had dit wisselende resultaten tot gevolg en kwalificeerde IJsland zich niet voor het WK van 2022 en het EK van 2024.

## Deelnames internationale toernooien

### Wereldkampioenschap
| Wereldkampioenschap voetbal | Wereldkampioenschap voetbal | Wereldkampioenschap voetbal | Wereldkampioenschap voetbal | Wereldkampioenschap voetbal | Wereldkampioenschap voetbal | Wereldkampioenschap voetbal | Wereldkampioenschap voetbal | Wereldkampioenschap voetbal | Wereldkampioenschap voetbal |
| Jaar                        | Ronde                       | Wed.                        | W                           | G                           | V                           | DV                          | DT                          | Kwal                        |                             |
| --------------------------- | --------------------------- | --------------------------- | --------------------------- | --------------------------- | --------------------------- | --------------------------- | --------------------------- | --------------------------- | --------------------------- |
| 1930–1938                   | Bij Denemarken              | Bij Denemarken              | Bij Denemarken              | Bij Denemarken              | Bij Denemarken              | Bij Denemarken              | Bij Denemarken              | Bij Denemarken              |                             |
| 1950–1954                   | Geen deelname               | Geen deelname               | Geen deelname               | Geen deelname               | Geen deelname               | Geen deelname               | Geen deelname               | Geen deelname               |                             |
| 1958                        | Niet gekwalificeerd         | Niet gekwalificeerd         | Niet gekwalificeerd         | Niet gekwalificeerd         | Niet gekwalificeerd         | Niet gekwalificeerd         | Niet gekwalificeerd         | Niet gekwalificeerd         |                             |
| 1962                        | Teruggetrokken              | Teruggetrokken              | Teruggetrokken              | Teruggetrokken              | Teruggetrokken              | Teruggetrokken              | Teruggetrokken              | Teruggetrokken              |                             |
| 1966                        | Geen deelname               | Geen deelname               | Geen deelname               | Geen deelname               | Geen deelname               | Geen deelname               | Geen deelname               | Geen deelname               |                             |
| 1970                        | Geen deelname               | Geen deelname               | Geen deelname               | Geen deelname               | Geen deelname               | Geen deelname               | Geen deelname               | Geen deelname               |                             |
| 1974                        | Niet gekwalificeerd         | Niet gekwalificeerd         | Niet gekwalificeerd         | Niet gekwalificeerd         | Niet gekwalificeerd         | Niet gekwalificeerd         | Niet gekwalificeerd         | Niet gekwalificeerd         |                             |
| 1978                        | Niet gekwalificeerd         | Niet gekwalificeerd         | Niet gekwalificeerd         | Niet gekwalificeerd         | Niet gekwalificeerd         | Niet gekwalificeerd         | Niet gekwalificeerd         | Niet gekwalificeerd         |                             |
| 1982                        | Niet gekwalificeerd         | Niet gekwalificeerd         | Niet gekwalificeerd         | Niet gekwalificeerd         | Niet gekwalificeerd         | Niet gekwalificeerd         | Niet gekwalificeerd         | Niet gekwalificeerd         |                             |
| 1986                        | Niet gekwalificeerd         | Niet gekwalificeerd         | Niet gekwalificeerd         | Niet gekwalificeerd         | Niet gekwalificeerd         | Niet gekwalificeerd         | Niet gekwalificeerd         | Niet gekwalificeerd         |                             |
| 1990                        | Niet gekwalificeerd         | Niet gekwalificeerd         | Niet gekwalificeerd         | Niet gekwalificeerd         | Niet gekwalificeerd         | Niet gekwalificeerd         | Niet gekwalificeerd         | Niet gekwalificeerd         |                             |
| 1994                        | Niet gekwalificeerd         | Niet gekwalificeerd         | Niet gekwalificeerd         | Niet gekwalificeerd         | Niet gekwalificeerd         | Niet gekwalificeerd         | Niet gekwalificeerd         | Niet gekwalificeerd         |                             |
| 1998                        | Niet gekwalificeerd         | Niet gekwalificeerd         | Niet gekwalificeerd         | Niet gekwalificeerd         | Niet gekwalificeerd         | Niet gekwalificeerd         | Niet gekwalificeerd         | Niet gekwalificeerd         |                             |
| 2002                        | Niet gekwalificeerd         | Niet gekwalificeerd         | Niet gekwalificeerd         | Niet gekwalificeerd         | Niet gekwalificeerd         | Niet gekwalificeerd         | Niet gekwalificeerd         | Niet gekwalificeerd         |                             |
| 2006                        | Niet gekwalificeerd         | Niet gekwalificeerd         | Niet gekwalificeerd         | Niet gekwalificeerd         | Niet gekwalificeerd         | Niet gekwalificeerd         | Niet gekwalificeerd         | Niet gekwalificeerd         |                             |
| 2010                        | Niet gekwalificeerd         | Niet gekwalificeerd         | Niet gekwalificeerd         | Niet gekwalificeerd         | Niet gekwalificeerd         | Niet gekwalificeerd         | Niet gekwalificeerd         | Niet gekwalificeerd         |                             |
| 2014                        | Niet gekwalificeerd         | Niet gekwalificeerd         | Niet gekwalificeerd         | Niet gekwalificeerd         | Niet gekwalificeerd         | Niet gekwalificeerd         | Niet gekwalificeerd         | Niet gekwalificeerd         |                             |
| 2018                        | Groepsfase                  | 3                           | 0                           | 1                           | 2                           | 2                           | 5                           | (Kwal)                      |                             |
| 2022                        | Niet gekwalificeerd         | Niet gekwalificeerd         | Niet gekwalificeerd         | Niet gekwalificeerd         | Niet gekwalificeerd         | Niet gekwalificeerd         | Niet gekwalificeerd         | Niet gekwalificeerd         |                             |
| Totaal                      | 1/21                        | 3                           | 0                           | 1                           | 2                           | 2                           | 2                           |                             |                             |

### Europees kampioenschap
| Europees kampioenschap voetbal | Europees kampioenschap voetbal | Europees kampioenschap voetbal | Europees kampioenschap voetbal | Europees kampioenschap voetbal | Europees kampioenschap voetbal | Europees kampioenschap voetbal | Europees kampioenschap voetbal | Europees kampioenschap voetbal | Europees kampioenschap voetbal |
| Jaar                           | Ronde                          | Wed.                           | W                              | G                              | V                              | DV                             | DT                             | Kwal                           |                                |
| ------------------------------ | ------------------------------ | ------------------------------ | ------------------------------ | ------------------------------ | ------------------------------ | ------------------------------ | ------------------------------ | ------------------------------ | ------------------------------ |
| 1960                           | Geen deelname                  | Geen deelname                  | Geen deelname                  | Geen deelname                  | Geen deelname                  | Geen deelname                  | Geen deelname                  | Geen deelname                  |                                |
| 1964                           | Niet gekwalificeerd            | Niet gekwalificeerd            | Niet gekwalificeerd            | Niet gekwalificeerd            | Niet gekwalificeerd            | Niet gekwalificeerd            | Niet gekwalificeerd            | Niet gekwalificeerd            |                                |
| 1968                           | Geen deelname                  | Geen deelname                  | Geen deelname                  | Geen deelname                  | Geen deelname                  | Geen deelname                  | Geen deelname                  | Geen deelname                  |                                |
| 1972                           | Geen deelname                  | Geen deelname                  | Geen deelname                  | Geen deelname                  | Geen deelname                  | Geen deelname                  | Geen deelname                  | Geen deelname                  |                                |
| 1976                           | Niet gekwalificeerd            | Niet gekwalificeerd            | Niet gekwalificeerd            | Niet gekwalificeerd            | Niet gekwalificeerd            | Niet gekwalificeerd            | Niet gekwalificeerd            | Niet gekwalificeerd            |                                |
| 1980                           | Niet gekwalificeerd            | Niet gekwalificeerd            | Niet gekwalificeerd            | Niet gekwalificeerd            | Niet gekwalificeerd            | Niet gekwalificeerd            | Niet gekwalificeerd            | Niet gekwalificeerd            |                                |
| 1984                           | Niet gekwalificeerd            | Niet gekwalificeerd            | Niet gekwalificeerd            | Niet gekwalificeerd            | Niet gekwalificeerd            | Niet gekwalificeerd            | Niet gekwalificeerd            | Niet gekwalificeerd            |                                |
| 1988                           | Niet gekwalificeerd            | Niet gekwalificeerd            | Niet gekwalificeerd            | Niet gekwalificeerd            | Niet gekwalificeerd            | Niet gekwalificeerd            | Niet gekwalificeerd            | Niet gekwalificeerd            |                                |
| 1992                           | Niet gekwalificeerd            | Niet gekwalificeerd            | Niet gekwalificeerd            | Niet gekwalificeerd            | Niet gekwalificeerd            | Niet gekwalificeerd            | Niet gekwalificeerd            | Niet gekwalificeerd            |                                |
| 1996                           | Niet gekwalificeerd            | Niet gekwalificeerd            | Niet gekwalificeerd            | Niet gekwalificeerd            | Niet gekwalificeerd            | Niet gekwalificeerd            | Niet gekwalificeerd            | Niet gekwalificeerd            |                                |
| 2000                           | Niet gekwalificeerd            | Niet gekwalificeerd            | Niet gekwalificeerd            | Niet gekwalificeerd            | Niet gekwalificeerd            | Niet gekwalificeerd            | Niet gekwalificeerd            | Niet gekwalificeerd            |                                |
| 2004                           | Niet gekwalificeerd            | Niet gekwalificeerd            | Niet gekwalificeerd            | Niet gekwalificeerd            | Niet gekwalificeerd            | Niet gekwalificeerd            | Niet gekwalificeerd            | Niet gekwalificeerd            |                                |
| 2008                           | Niet gekwalificeerd            | Niet gekwalificeerd            | Niet gekwalificeerd            | Niet gekwalificeerd            | Niet gekwalificeerd            | Niet gekwalificeerd            | Niet gekwalificeerd            | Niet gekwalificeerd            |                                |
| 2012                           | Niet gekwalificeerd            | Niet gekwalificeerd            | Niet gekwalificeerd            | Niet gekwalificeerd            | Niet gekwalificeerd            | Niet gekwalificeerd            | Niet gekwalificeerd            | Niet gekwalificeerd            |                                |
| 2016                           | Kwartfinale                    | 5                              | 2                              | 2                              | 1                              | 8                              | 9                              | (Kwal.)                        |                                |
| 2020                           | Niet gekwalificeerd            | Niet gekwalificeerd            | Niet gekwalificeerd            | Niet gekwalificeerd            | Niet gekwalificeerd            | Niet gekwalificeerd            | Niet gekwalificeerd            | Niet gekwalificeerd            |                                |
| 2024                           | Niet gekwalificeerd            | Niet gekwalificeerd            | Niet gekwalificeerd            | Niet gekwalificeerd            | Niet gekwalificeerd            | Niet gekwalificeerd            | Niet gekwalificeerd            | Niet gekwalificeerd            |                                |
| Totaal                         | 1/15                           | 5                              | 2                              | 2                              | 1                              | 8                              | 9                              |                                |                                |

### UEFA Nations League
| 2018–19 | A | 12e | 4 | 0 | 0 | 4 | 1 | 13 | Stabiel |
| 2020–21 | A | 16e | 6 | 0 | 0 | 6 | 3 | 17 | Gedaald |
| 2022–23 | B | 23e | 4 | 0 | 4 | 0 | 6 | 6  | Stabiel |

## FIFA-wereldranglijst[3]
| 1993 | 1994 | 1995 | 1996 | 1997 | 1998 | 1999 | 2000 | 2001 | 2002 | 2003 | 2004 | 2005 | 2006 | 2007 | 2008 | 2009 | 2010 | 2011 | 2012 | 2013 | 2014 | 2015 | 2016 | 2017 | 2018 | 2019 | 2020 | 2021 | 2022 | 2023 | 2024 |
| ---- | ---- | ---- | ---- | ---- | ---- | ---- | ---- | ---- | ---- | ---- | ---- | ---- | ---- | ---- | ---- | ---- | ---- | ---- | ---- | ---- | ---- | ---- | ---- | ---- | ---- | ---- | ---- | ---- | ---- | ---- | ---- |
| 47   | 39   | 50   | 60   | 72   | 64   | 43   | 50   | 52   | 58   | 58   | 93   | 94   | 93   | 90   | 83   | 92   | 112  | 104  | 90   | 49   | 33   | 36   | 21   | 22   | 37   | 39   | 46   | 62   | 63   | 71   | 70   |

## Huidige selectie
Bijgewerkt tot en met 10 juni 2025, de wedstrijdselectie voor de vriendschappelijke interland tegen Noord-Ierland.
| Nr.         | Naam                      | Wed. | Dlpnt. | Club              |
| ----------- | ------------------------- | ---- | ------ | ----------------- |
| Doel        |                           |      |        |                   |
| 1           | Elías Ólafsson            | 7    | 0      | Midtjylland       |
| 12          | Hákon Rafn Valdimarsson   | 20   | 0      | Brentford         |
| 13          | Anton Ari Einarsson       | 2    | 0      | Breiðablik        |
| Verdediging |                           |      |        |                   |
| 2           | Logi Tómasson             | 9    | 1      | Samsunspor        |
| 3           | Daníel Leó Grétarsson     | 24   | 0      | Sønderjyske       |
| 5           | Sverrir Ingi Ingason      | 59   | 3      | Panathinaikos     |
| 23          | Hörður Björgvin Magnússon | 50   | 2      | Zonder club       |
| Middenveld  |                           |      |        |                   |
| 4           | Victor Pálsson            | 50   | 3      | Plymouth Argyle   |
| 6           | Ísak Bergmann Jóhannesson | 35   | 4      | 1. FC Köln        |
| 8           | Hákon Arnar Haraldsson    | 22   | 3      | Lille             |
| 14          | Þórir Jóhann Helgason     | 19   | 2      | Lecce             |
| 15          | Willum Þór Willumsson     | 18   | 0      | Birmingham City   |
| 16          | Stefán Teitur Þórðarson   | 30   | 1      | Preston North End |
| 18          | Mikael Anderson           | 33   | 2      | Djurgårdens IF    |
| 19          | Dagur Dan Þórhallsson     | 7    | 0      | Orlando City      |
| 20          | Kristian Hlynsson         | 4    | 0      | FC Twente         |
| 21          | Arnór Ingvi Traustason    | 67   | 6      | Norrköping        |
| 24          | Mikael Ellertsson         | 21   | 1      | Genoa CFC         |
| Aanval      |                           |      |        |                   |
| 7           | Jóhann Berg Guðmundsson   | 99   | 8      | Al Dhafra SCC     |
| 9           | Sævar Atli Magnússon      | 6    | 0      | SK Brann          |
| 10          | Albert Guðmundsson        | 41   | 10     | Fiorentina        |
| 11          | Jón Dagur Thorsteinsson   | 46   | 6      | Hertha BSC        |
| 22          | Andri Guðjohnsen          | 34   | 9      | KAA Gent          |

### Recent opgeroepen
De volgende spelers zijn sinds 2024 opgeroepen voor het nationale elftal, maar zaten niet bij de meest recente wedstrijdselectie.
| Nr.         | Naam                        | Wed. | Dlpnt. | Club                 |
| ----------- | --------------------------- | ---- | ------ | -------------------- |
| Doel        |                             |      |        |                      |
|             | Lúkas Petersson             | 0    | 0      | Hoffenheim           |
| Verdediging |                             |      |        |                      |
|             | Valgeir Lunddal Fridriksson | 16   | 0      | Fortuna Düsseldorf   |
|             | Alfons Sampsted             | 23   | 0      | Birmingham City      |
|             | Rúnar Þór Sigurgeirsson     | 2    | 0      | Willem II            |
|             | Hlynur Freyr Karlsson       | 1    | 0      | Brommapojkarna       |
|             | Guðmundur Þórarinsson       | 15   | 0      | Noah                 |
|             | Kolbeinn Finnsson           | 14   | 0      | Utrecht              |
|             | Hjörtur Hermannsson         | 29   | 1      | Volos                |
|             | Brynjar Ingi Bjarnason      | 17   | 2      | SpVgg Greuther Fürth |
| Middenveld  |                             |      |        |                      |
|             | Aron Gunnarsson             | 107  | 5      | Al-Gharafa           |
|             | Bjarki Bjarkason            | 5    | 0      | Venezia              |
|             | Júlíus Magnússon            | 5    | 0      | Elfsborg             |
|             | Andri Baldursson            | 10   | 0      | Kasımpaşa SK         |
|             | Gylfi Sigurðsson            | 83   | 27     | Víkingur             |
|             | Kristall Máni Ingason       | 6    | 0      | Sønderjyske          |
|             | Logi Hrafn Róbertsson       | 1    | 0      | Istra                |
|             | Kolbeinn Þórðarson          | 3    | 0      | Göteborg             |
| Aanval      |                             |      |        |                      |
|             | Orri Óskarsson              | 16   | 7      | Real Sociedad        |
|             | Arnór Sigurðsson            | 34   | 2      | Malmö                |
|             | Brynjólfur Willumsson       | 2    | 1      | FC Groningen         |
|             | Alfreð Finnbogason          | 73   | 18     | Augnablik            |
|             | Ísak Snær Þorvaldsson       | 6    | 1      | Lyngby BK            |
|             | Jason Daði Svanþórsson      | 5    | 0      | Grimsby Town         |
|             | Birnir Snær Ingason         | 1    | 0      | KA Akureyri          |

## Spelersrecords

### Meeste interlands
|   | Naam                    | Carrière   | Interlands | Doelpunten |
| - | ----------------------- | ---------- | ---------- | ---------- |
| 1 | Birkir Bjarnason        | 2010–heden | 113        | 15         |
|   |                         |            |            |            |
| 2 | Aron Gunnarsson         | 2008-heden | 107        | 5          |
|   |                         |            |            |            |
| 3 | Rúnar Kristinsson       | 1987-2004  | 104        | 3          |
|   |                         |            |            |            |
| 4 | Birkir Már Sævarsson    | 2007-2021  | 103        | 3          |
|   |                         |            |            |            |
|   |                         |            |            |            |
| 5 | Jóhann Berg Guðmundsson | 2008-heden | 99         | 8          |
|   |                         |            |            |            |
|   |                         |            |            |            |

Laatst bijgewerkt: 7 augustus 2025

### Meeste doelpunten
|    | Naam                | Carrière   | Doelpunten | Interlands | Gemiddelde |
| -- | ------------------- | ---------- | ---------- | ---------- | ---------- |
| 1  | Gylfi Sigurðsson    | 2010–heden | 27         | 83         | 0,33       |
| 2  | Kolbeinn Sigþórsson | 2010–2021  | 26         | 64         | 0,41       |
| 2  | Eiður Guðjohnsen    | 1996–2016  | 26         | 88         | 0,30       |
| 4  | Alfreð Finnbogason  | 2010-heden | 18         | 73         | 0,25       |
| 5  | Ríkharður Jónsson†  | 1947–1965  | 17         | 33         | 0,52       |
| 6  | Birkir Bjarnason    | 2010-heden | 15         | 113        | 0,13       |
| 7  | Ríkharður Daðason   | 1991–2004  | 14         | 44         | 0,32       |
| 7  | Arnór Guðjohnsen    | 1979–1997  | 14         | 73         | 0,19       |
| 9  | Þórður Guðjónsson   | 1993–2004  | 13         | 58         | 0,22       |
| 10 | Tryggvi Guðmundsson | 1997–2008  | 12         | 42         | 0,29       |
| 10 | Heiðar Helguson     | 1999–2011  | 12         | 55         | 0,22       |

Laatst bijgewerkt: 19 november 2023

## Bondscoaches
Het IJslands voetbalelftal wordt door Arnar Gunnlaugsson geleid

## Statistieken
- Bijgewerkt tot 1 januari 2025.

### Van jaar tot jaar
| Jaar | Interlands | Interlands | Interlands | Interlands | Doelpunten | Doelpunten | Doelpunten | Punten |
| Jaar | Duels      | Winst      | Gelijk     | Verlies    | Voor       | Tegen      | Saldo      | Punten |
| ---- | ---------- | ---------- | ---------- | ---------- | ---------- | ---------- | ---------- | ------ |
| 1946 | 1          | 0          | 0          | 1          | 0          | 3          | –3         | 0.000  |
| 1947 | 1          | 0          | 0          | 1          | 2          | 4          | –2         | 0.000  |
| 1948 | 1          | 1          | 0          | 0          | 2          | 0          | +2         | 2.000  |
| 1949 | 1          | 0          | 0          | 1          | 1          | 5          | –4         | 0.000  |
|      |            |            |            |            |            |            |            |        |
| 1951 | 2          | 1          | 0          | 1          | 5          | 6          | –1         | 1.000  |
|      |            |            |            |            |            |            |            |        |
| 1953 | 3          | 0          | 0          | 3          | 4          | 11         | –7         | 0.000  |
| 1954 | 2          | 1          | 0          | 1          | 3          | 3          | 0          | 1.000  |
| 1955 | 2          | 1          | 0          | 1          | 3          | 6          | –3         | 1.000  |
| 1956 | 2          | 0          | 0          | 2          | 3          | 5          | –2         | 0.000  |
| 1957 | 6          | 0          | 0          | 6          | 8          | 35         | –27        | 0.000  |
| 1958 | 1          | 0          | 0          | 1          | 2          | 3          | –1         | 0.000  |
| 1959 | 4          | 1          | 1          | 2          | 5          | 7          | –2         | 0.750  |
| 1960 | 3          | 0          | 0          | 3          | 1          | 11         | –10        | 0.000  |
| 1961 | 2          | 1          | 0          | 1          | 4          | 4          | 0          | 1.000  |
| 1962 | 3          | 0          | 1          | 2          | 4          | 8          | –4         | 0.333  |
| 1963 | 2          | 0          | 0          | 2          | 0          | 10         | –10        | 0.000  |
| 1964 | 3          | 1          | 0          | 2          | 4          | 6          | –2         | 0.667  |
| 1965 | 2          | 0          | 1          | 1          | 1          | 3          | –2         | 0.500  |
| 1966 | 2          | 0          | 1          | 1          | 3          | 5          | –2         | 0.500  |
| 1967 | 4          | 0          | 1          | 3          | 6          | 23         | –17        | 0.250  |
| 1968 | 2          | 0          | 0          | 2          | 1          | 7          | –6         | 0.000  |
| 1969 | 5          | 1          | 0          | 4          | 8          | 12         | –4         | 0.400  |
| 1970 | 5          | 1          | 2          | 2          | 3          | 3          | 0          | 0.800  |
| 1971 | 5          | 0          | 1          | 4          | 2          | 9          | –7         | 0.200  |
| 1972 | 5          | 1          | 0          | 4          | 6          | 17         | –11        | 0.400  |
| 1973 | 7          | 1          | 0          | 6          | 6          | 22         | –16        | 0.286  |
| 1974 | 5          | 1          | 2          | 2          | 7          | 9          | –2         | 0.800  |
| 1975 | 9          | 2          | 2          | 5          | 11         | 12         | –1         | 0.667  |
| 1976 | 6          | 3          | 0          | 3          | 10         | 5          | +5         | 1.000  |
| 1977 | 6          | 2          | 0          | 4          | 4          | 12         | –8         | 0.667  |
| 1978 | 5          | 0          | 2          | 3          | 1          | 8          | –7         | 0.400  |
| 1979 | 6          | 0          | 0          | 6          | 2          | 16         | –14        | 0.000  |
| 1980 | 9          | 3          | 2          | 4          | 13         | 19         | –6         | 0.889  |
| 1981 | 6          | 2          | 2          | 2          | 9          | 12         | –3         | 1.000  |
| 1982 | 10         | 2          | 3          | 5          | 13         | 12         | +1         | 0.700  |
| 1983 | 6          | 2          | 0          | 4          | 7          | 11         | –4         | 0.667  |
| 1984 | 7          | 3          | 1          | 3          | 5          | 7          | –2         | 1.000  |
| 1985 | 7          | 2          | 2          | 3          | 13         | 6          | +7         | 0.857  |
| 1986 | 8          | 1          | 2          | 5          | 6          | 10         | –4         | 0.500  |
| 1987 | 11         | 4          | 2          | 5          | 10         | 18         | –8         | 0.909  |
| 1988 | 13         | 1          | 2          | 10         | 5          | 23         | –18        | 0.308  |
| 1989 | 6          | 1          | 2          | 3          | 4          | 9          | –5         | 0.667  |
| 1990 | 8          | 4          | 0          | 4          | 14         | 12         | +2         | 1.000  |
| 1991 | 10         | 3          | 2          | 5          | 13         | 10         | +3         | 0.800  |
| 1992 | 8          | 2          | 1          | 5          | 5          | 9          | –4         | 0.625  |
| 1993 | 7          | 2          | 3          | 2          | 7          | 7          | 0          | 1.000  |
| 1994 | 10         | 5          | 0          | 5          | 9          | 13         | –4         | 1.000  |
| 1995 | 7          | 2          | 3          | 2          | 6          | 6          | 0          | 1.000  |
| 1996 | 11         | 4          | 2          | 5          | 14         | 22         | –8         | 0.909  |
| 1997 | 10         | 3          | 2          | 5          | 12         | 13         | –1         | 0.800  |
| 1998 | 8          | 2          | 4          | 2          | 11         | 9          | +2         | 1.000  |
| 1999 | 10         | 6          | 1          | 3          | 15         | 8          | +7         | 1.300  |
| 2000 | 9          | 5          | 1          | 3          | 13         | 10         | +3         | 1.222  |
| 2001 | 11         | 4          | 2          | 5          | 17         | 19         | –2         | 0.909  |
| 2002 | 9          | 2          | 2          | 5          | 8          | 14         | –6         | 0.667  |
| 2003 | 8          | 3          | 2          | 3          | 8          | 10         | –2         | 1.000  |
| 2004 | 9          | 1          | 2          | 6          | 10         | 21         | –11        | 0.444  |
| 2005 | 9          | 2          | 1          | 6          | 16         | 21         | –5         | 0.556  |
| 2006 | 6          | 1          | 1          | 4          | 4          | 10         | –6         | 0.500  |
| 2007 | 9          | 1          | 3          | 5          | 7          | 20         | –13        | 0.556  |
| 2008 | 12         | 5          | 2          | 5          | 13         | 12         | +1         | 1.000  |
| 2009 | 11         | 3          | 3          | 5          | 12         | 13         | –1         | 0.818  |
| 2010 | 9          | 2          | 3          | 4          | 11         | 10         | +1         | 0.778  |
| 2011 | 6          | 1          | 1          | 4          | 4          | 12         | –8         | 0.500  |
| 2012 | 10         | 4          | 0          | 6          | 14         | 15         | –1         | 0.800  |
| 2013 | 10         | 4          | 3          | 3          | 14         | 15         | –1         | 1.100  |
| 2014 | 9          | 4          | 1          | 4          | 13         | 11         | +2         | 1.000  |
| 2015 | 11         | 4          | 4          | 3          | 15         | 14         | +1         | 1.091  |
| 2016 | 17         | 8          | 3          | 6          | 30         | 26         | +5         | 1.118  |
| 2017 | 12         | 7          | 1          | 4          | 15         | 7          | +8         | 1.250  |
| 2018 | 15         | 2          | 4          | 9          | 22         | 34         | -8         | 0.533  |
| 2019 | 12         | 6          | 3          | 3          | 16         | 13         | +3         | 1.250  |
| 2020 | 10         | 3          | 0          | 7          | 8          | 20         | -12        | 0.600  |
| 2021 | 13         | 3          | 4          | 6          | 16         | 22         | -6         | 0.769  |
| 2022 | 14         | 2          | 6          | 4          | 11         | 20         | -9         | 0.714  |
| 2023 | 12         | 3          | 2          | 7          | 19         | 19         | 0          | 0.667  |
| 2024 | 12         | 6          | 1          | 5          | 19         | 20         | -1         | 1.200  |
|      |            |            |            |            |            |            |            |        |

### Tegenstanders
| Tegenstander                               | Wed. | W  | G | V  | DV | DT | DS  |
| ------------------------------------------ | ---- | -- | - | -- | -- | -- | --- |
| Albanië → (details)                        | 9    | 4  | 2 | 3  | 12 | 11 | +1  |
| Andorra → (details)                        | 7    | 7  | 0 | 0  | 18 | 0  | +18 |
| Argentinië → (details)                     | 1    | 0  | 1 | 0  | 1  | 1  | 0   |
| Armenië → (details)                        | 5    | 2  | 2 | 1  | 5  | 3  | +2  |
| Azerbeidzjan → (details)                   | 1    | 0  | 1 | 0  | 1  | 1  | 0   |
| Bahrein → (details)                        | 2    | 1  | 0 | 1  | 3  | 2  | +1  |
| België → (details)                         | 13   | 0  | 0 | 13 | 8  | 44 | –36 |
| Bermuda → (details)                        | 4    | 3  | 0 | 1  | 12 | 7  | +5  |
| Bolivia → (details)                        | 1    | 1  | 0 | 0  | 1  | 0  | +1  |
| Bosnië en Herzegovina → (details)          | 2    | 1  | 0 | 1  | 1  | 3  | -2  |
| Brazilië → (details)                       | 2    | 0  | 0 | 2  | 1  | 9  | –8  |
| Bulgarije → (details)                      | 5    | 0  | 1 | 4  | 7  | 12 | –5  |
| Canada → (details)                         | 4    | 2  | 2 | 0  | 5  | 3  | +2  |
| Chili → (details)                          | 3    | 0  | 1 | 2  | 1  | 4  | –3  |
| China → (details)                          | 1    | 1  | 0 | 0  | 2  | 0  | +2  |
| Cyprus → (details)                         | 7    | 3  | 3 | 1  | 6  | 3  | +3  |
| Denemarken → (details)                     | 25   | 0  | 4 | 21 | 15 | 78 | –63 |
| Duitse Democratische Republiek → (details) | 11   | 1  | 1 | 9  | 5  | 26 | –21 |
| Duitsland → (details)                      | 6    | 0  | 1 | 5  | 1  | 18 | –17 |
| El Salvador → (details)                    | 1    | 1  | 0 | 0  | 1  | 0  | +1  |
| Engeland → (details)                       | 6    | 2  | 1 | 3  | 5  | 13 | –8  |
| Estland → (details)                        | 7    | 3  | 3 | 1  | 10 | 4  | +6  |
| Faeröer → (details)                        | 14   | 13 | 0 | 1  | 25 | 8  | +17 |
| Finland → (details)                        | 14   | 4  | 3 | 7  | 15 | 21 | –6  |
| Frankrijk → (details)                      | 15   | 0  | 4 | 11 | 12 | 42 | –30 |
| Georgië → (details)                        | 1    | 1  | 0 | 0  | 3  | 1  | +2  |
| Ghana → (details)                          | 1    | 0  | 1 | 0  | 2  | 2  | 0   |
| Griekenland → (details)                    | 3    | 1  | 0 | 2  | 3  | 4  | –1  |
| Guatemala → (details)                      | 1    | 1  | 0 | 0  | 1  | 0  | +1  |
| Honduras → (details)                       | 1    | 1  | 0 | 0  | 2  | 0  | +2  |
| Hongarije → (details)                      | 12   | 3  | 1 | 8  | 12 | 24 | –12 |
| Ierland → (details)                        | 8    | 1  | 2 | 5  | 7  | 16 | –9  |
| India → (details)                          | 1    | 1  | 0 | 0  | 3  | 0  | +3  |
| Indonesië → (details)                      | 2    | 2  | 0 | 0  | 10 | 1  | +9  |
| Iran → (details)                           | 1    | 0  | 0 | 1  | 0  | 1  | –1  |
| Israël → (details)                         | 6    | 1  | 3 | 2  | 12 | 12 | 0   |
| Italië → (details)                         | 2    | 1  | 1 | 0  | 2  | 0  | +2  |
| Japan → (details)                          | 3    | 0  | 0 | 3  | 3  | 8  | –5  |
| Kazachstan → (details)                     | 2    | 1  | 1 | 0  | 3  | 0  | +3  |
| Koeweit → (details)                        | 7    | 2  | 4 | 1  | 4  | 3  | +1  |
| Kosovo → (details)                         | 2    | 2  | 0 | 0  | 4  | 1  | +3  |
| Kroatië → (details)                        | 7    | 1  | 1 | 5  | 3  | 13 | –10 |
| Letland → (details)                        | 7    | 2  | 3 | 2  | 12 | 12 | 0   |
| Liechtenstein → (details)                  | 11   | 8  | 2 | 1  | 35 | 6  | +29 |
| Litouwen → (details)                       | 5    | 2  | 2 | 1  | 6  | 2  | +4  |
| Luxemburg → (details)                      | 9    | 4  | 4 | 1  | 12 | 9  | +3  |
| Malta → (details)                          | 15   | 10 | 1 | 4  | 31 | 12 | +19 |
| Mexico → (details)                         | 5    | 1  | 2 | 2  | 1  | 6  | –5  |
| Moldavië → (details)                       | 2    | 2  | 0 | 0  | 5  | 1  | +4  |
| Montenegro → (details)                     | 3    | 2  | 0 | 1  | 5  | 2  | +3  |
| Nederland → (details)                      | 13   | 2  | 1 | 10 | 7  | 37 | –30 |
| Nigeria → (details)                        | 2    | 1  | 0 | 1  | 3  | 2  | +1  |
| Noord-Ierland → (details)                  | 6    | 4  | 0 | 2  | 7  | 6  | +1  |
| Noord-Macedonië → (details)                | 6    | 1  | 2 | 3  | 5  | 9  | –4  |
| Noorwegen → (details)                      | 34   | 8  | 6 | 20 | 35 | 64 | –29 |
| Oeganda → (details)                        | 1    | 0  | 1 | 0  | 1  | 1  | 0   |
| Oekraïne → (details)                       | 4    | 1  | 2 | 2  | 5  | 5  | 0   |
| Oostenrijk → (details)                     | 4    | 1  | 2 | 1  | 4  | 4  | 0   |
| Peru → (details)                           | 1    | 0  | 0 | 1  | 1  | 3  | –2  |
| Polen → (details)                          | 7    | 0  | 2 | 5  | 7  | 15 | –8  |
| Portugal → (details)                       | 5    | 0  | 1 | 4  | 5  | 12 | –7  |
| Qatar → (details)                          | 2    | 0  | 2 | 0  | 3  | 3  | 0   |
| Roemenië → (details)                       | 5    | 1  | 1 | 3  | 2  | 11 | –9  |
| Rusland → (details)                        | 6    | 1  | 1 | 4  | 2  | 8  | –6  |
| San Marino → (details)                     | 1    | 1  | 0 | 0  | 1  | 0  | +1  |
| Saoedi-Arabië → (details)                  | 6    | 1  | 2 | 3  | 3  | 6  | –3  |
| Schotland → (details)                      | 6    | 0  | 0 | 6  | 3  | 12 | –9  |
| Slowakije → (details)                      | 7    | 1  | 1 | 5  | 9  | 16 | –7  |
| Slovenië → (details)                       | 4    | 1  | 0 | 3  | 7  | 15 | –8  |
| Sovjet-Unie → (details)                    | 6    | 0  | 0 | 3  | 4  | 12 | –8  |
| Spanje → (details)                         | 10   | 1  | 2 | 7  | 6  | 15 | –9  |
| Trinidad en T. → (details)                 | 1    | 0  | 0 | 1  | 0  | 2  | –2  |
| Tsjechië → (details)                       | 6    | 2  | 0 | 4  | 8  | 12 | –4  |
| Tsjecho-Slowakije → (details)              | 5    | 0  | 1 | 4  | 3  | 11 | –8  |
| Tunesië → (details)                        | 1    | 0  | 0 | 1  | 1  | 3  | –2  |
| Turkije → (details)                        | 15   | 8  | 3 | 4  | 26 | 18 | +8  |
| Venezuela → (details)                      | 1    | 1  | 0 | 0  | 1  | 0  | +1  |
| V.A.E. → (details)                         | 3    | 2  | 0 | 1  | 3  | 2  | +1  |
| Verenigde Staten → (details)               | 7    | 2  | 2 | 3  | 9  | 12 | –3  |
| Wales → (details)                          | 9    | 1  | 2 | 6  | 8  | 19 | –11 |
| Wit-Rusland → (details)                    | 1    | 0  | 0 | 1  | 0  | 2  | –2  |
| Zuid-Afrika → (details)                    | 3    | 2  | 1 | 0  | 6  | 2  | +4  |
| Zuid-Korea → (details)                     | 2    | 0  | 0 | 2  | 1  | 6  | -5  |
| Zweden → (details)                         | 17   | 2  | 3 | 12 | 18 | 39 | –21 |
| Zwitserland → (details)                    | 8    | 0  | 1 | 7  | 6  | 21 | –15 |

## Selecties

### Europees kampioenschap
| Doel        |                           |    |    |                      |
| 1           | Hannes Þór Halldórsson    | 38 | 0  | FK Bodø/Glimt        |
| 12          | Ögmundur Kristinsson      | 11 | 0  | SBV Exselsior        |
| 13          | Ingvar Jónsson            | 5  | 0  | Sandefjord BK        |
| Verdediging |                           |    |    |                      |
| 2           | Birkir Már Sævarsson      | 62 | 1  | Hammarby IF          |
| 3           | Haukur Heiðar Hauksson    | 7  | 0  | AIK Solna            |
| 4           | Hjörtur Hermannsson       | 3  | 0  | IFK Göteborg         |
| 5           | Sverrir Ingi Ingason      | 8  | 2  | SC Lokeren           |
| 6           | Ragnar Sigurðsson         | 61 | 2  | FK Krasnodar         |
| 14          | Kári Árnason              | 52 | 2  | Malmö FF             |
| 19          | Hörður Björgvin Magnússon | 5  | 0  | Cesena               |
| 23          | Ari Freyr Skúlason        | 43 | 0  | Odense BK            |
| Middenveld  |                           |    |    |                      |
| 7           | Jóhann Berg Guðmundsson   | 52 | 4  | Charlton Athletic    |
| 8           | Birkir Bjarnason          | 52 | 8  | FC Basel             |
| 10          | Gylfi Sigurðsson          | 44 | 14 | Swansea City         |
| 16          | Rúnar Már Sigurjónsson    | 11 | 1  | GIF Sundsvall        |
| 17          | Aron Gunnarsson           | 64 | 2  | Cardiff City         |
| 18          | Theódór Elmar Bjarnason   | 30 | 0  | Aarhus GF            |
| 20          | Emil Hallfreðsson         | 55 | 1  | Udinese              |
| 21          | Arnór Ingvi Traustason    | 9  | 4  | IFK Norrköping       |
| Aanval      |                           |    |    |                      |
| 9           | Kolbeinn Sigþórsson       | 44 | 22 | FC Nantes            |
| 11          | Alfreð Finnbogason        | 37 | 8  | FC Augsburg          |
| 15          | Jón Daði Böðvarsson       | 26 | 2  | 1. FC Kaiserslautern |
| 22          | Eiður Guðjohnsen          | 88 | 26 | Molde FK             |

 Albanië ·  Andorra ·  Armenië ·  Azerbeidzjan ·  België ·  Bosnië en Herzegovina ·  Bulgarije ·  Cyprus ·  Denemarken ·  Duitsland ·  Engeland ·  Estland ·  Faeröer ·  Finland ·  Frankrijk ·  Georgië ·  Gibraltar ·  Griekenland ·  Hongarije ·  Ierland ·  IJsland ·  Israël ·  Italië ·  Kazachstan ·  Kosovo ·  Kroatië ·  Letland ·  Liechtenstein ·  Litouwen ·  Luxemburg ·  Malta ·  Moldavië ·  Montenegro ·  Nederland ·  Noord-Ierland ·  Noord-Macedonië ·  Noorwegen ·  Oekraïne ·  Oostenrijk ·  Polen ·  Portugal ·  Roemenië ·  Rusland ·  San Marino ·  Schotland ·  Servië ·  Slovenië ·  Slowakije ·  Spanje ·  Tsjechië ·  Turkije ·  Wales ·  Wit-Rusland ·  Zweden ·  Zwitserland
 Bohemen ·  Bohemen en Moravië ·  Duitse Democratische Republiek ·  Ierland ·  Joegoslavië ·  Servië en Montenegro ·  Tsjecho-Slowakije ·  GOS ·  Saarland ·  Sovjet-Unie
KSÍ · A-internationals · Bondscoaches · Statistieken · IJslands vrouwenelftal · Olympisch elftal · IJsland U21 · IJsland U20 · IJsland U19 · IJsland U18 · IJsland U17 · IJsland U16 · Vrouwen U17
1946 – 1949 · 1950 – 1959 · 1960 – 1969 · 1970 – 1979 · 1980 – 1989 · 1990 – 1999 · 2000 – 2009 · 2010 – 2019 · 2020 − 2029
EK 2016
WK 2018
1946 · 1947 · 1948 · 1949 · 1950 · 1951 · 1952 · 1953 · 1954 · 1955 · 1956 · 1957 · 1958 · 1959 · 1960 · 1961 · 1962 · 1963 · 1964 · 1965 · 1966 · 1967 · 1968 · 1969 · 1970 · 1971 · 1972 · 1973 · 1974 · 1975 · 1976 · 1977 · 1978 · 1979 · 1980 · 1981 · 1982 · 1983 · 1984 · 1985 · 1986 · 1987 · 1988 · 1989 · 1990 · 1991 · 1992 · 1993 · 1994 · 1995 · 1996 · 1997 · 1998 · 1999 · 2000 · 2001 · 2002 · 2003 · 2004 · 2005 · 2006 · 2007 · 2008 · 2009 · 2010 · 2011 · 2012 · 2013 · 2014 · 2015 · 2016 · 2017 · 2018 · 2019 · 2020 · 2021 · 2022 · 2023 · 2024
Albanië ·
Andorra ·
Argentinië ·
Armenië ·
Azerbeidzjan ·
Bahrein ·
België ·
Bermuda ·
Bolivia ·
Bosnië en Herzegovina ·
Brazilië ·
Bulgarije ·
Canada ·
Chili ·
China ·
Cyprus ·
Denemarken ·
DDR ·
Duitsland ·
El Salvador ·
Engeland ·
Estland ·
Faeröer ·
Finland ·
Frankrijk ·
Georgië ·
Ghana ·
Griekenland ·
Guatemala ·
Honduras ·
Hongarije ·
Ierland ·
India ·
Iran ·
Israël ·
Italië ·
Japan ·
Kazachstan ·
Koeweit ·
Kosovo ·
Kroatië ·
Letland ·
Liechtenstein ·
Litouwen ·
Luxemburg ·
Malta ·
Mexico ·
Moldavië ·
Montenegro ·
Nederland ·
Nigeria ·
Noord-Ierland ·
Noord-Macedonië ·
Noorwegen ·
Oeganda ·
Oekraïne ·
Oostenrijk ·
Peru · 
Polen ·
Portugal ·
Qatar ·
Roemenië ·
Rusland ·
San Marino ·
Saoedi-Arabië ·
Schotland ·
Slovenië ·
Slowakije ·
Sovjet-Unie ·
Spanje ·
Trinidad en Tobago ·
Tsjechië ·
Tsjecho-Slowakije ·
Tunesië ·
Turkije ·
Venezuela ·
Verenigde Arabische Emiraten ·
Verenigde Staten ·
Wales ·
Wit-Rusland ·
Zuid-Afrika ·
Zuid-Korea ·
Zweden ·
Zwitserland
Argentinië (2018) ·
Engeland (2016) · 
Hongarije (2016) ·
Kroatië (2018) ·
Nigeria (2018) · 
Portugal (2016)